# Milivoj Šrepel
Milivoj Šrepel (Karlovac, 8. studenoga 1862. – Zagreb, 23. veljače 1905.), slavist, kroatist, hrvatski klasični filolog, književni kritičar i prevoditelj.
Pohađao je Klasičnu gimnaziju u Zagrebu koju je završio 1880. godine. Studij filozofije te slavistike i klasične filologije je završio na Sveučilištu u Zagrebu. Od 1884. do 1887. godine je predavao u Klasičnoj gimnaziji. Doktorirao je 1886. godine dizertacijom „Akcenat i metar junačkih narodnih pjesama“. Od godine 1889. predaje klasičnu filologiju na zagrebačkom Sveučilištu. Od 1893. godine redoviti je član HAZU-a (tada JAZU). Uz klasičnu filologiju bavio se i slavistikom, posebno kroatistikom.
Kao urednik Vijenca upoznavao je hrvatske čitaoce s najpoznatijim ruskim i francuskim piscima. Prevodio je s ruskog i francuskog. Bio je pobornik književnog realizma.
Najpoznatija djela su mu: Rimska satira (1894.), Rimska književnost i latinski jezik (1898.), Klasična filologija (1899.), Preporod u Italiji u XV. i XVI. stoljeću (1899.), Ruski pripovjedači (1894.).